# Benedikt Kost
Benedikt Kost (geb. 1964 in Luzern) ist ein  Schweizer Biologe.

## Leben
Benedikt Kost studierte Experimentelle Biologie in Zürich. Von 2008 bis 2010 war er Inhaber des Lehrstuhls Molekulare Genetik der Schwedischen Landwirtschaftlichen Universität in Uppsala. Im Jahr 2010 wurde er auf den Lehrstuhl Zellbiologie der Universität Erlangen-Nürnberg berufen.
Seine Forschungsschwerpunkte sind Zellbiologie des polaren Zellwachstums und Regulation entwicklungsrelevanter zellulärer Prozesse durch kleine GTPasen.
Bei der 37. vollständig überarbeiteten und aktualisierten Auflage (Berlin/Heidelberg 2014) des Lehrbuchs der Pflanzenwissenschaften („Strasburger“), einem Standardwerk der Botanik, bearbeitete Kost einen umfangreichen Abschnitt.

## Werke
- mit Joachim W. Kadereit, Christian Körner, Uwe Sonnewald: Strasburger – Lehrbuch der Pflanzenwissenschaften. Springer Spektrum, 37., vollständig überarbeitete und aktualisierte Auflage. Berlin/Heidelberg 2014, ISBN 978-3-642-54434-7 (Print); ISBN 978-3-642-54435-4 (E-Book).